# Dünen-Zypergras
Das Dünen-Zypergras (Cyperus capitatus) ist eine Pflanzenart aus der Familie der Sauergrasgewächse.

## Beschreibung
Das Dünen-Zypergras ist eine ausdauernde, krautige Pflanze, die Wuchshöhen von 10 bis 50 Zentimeter erreicht. Die Art bildet lange, kriechende Erdsprosse. Die Stängel sind einzeln. Die an ihrem Grund entspringenden Blätter sind graugrün, rinnig und 1 bis 6 Millimeter breit. Der Blütenstand ist kopfig, endständig und 15 bis 30 Millimeter breit. Die Ährchen sind vier- bis zwölfblütig. Die Spelzen sind rotbraun und enden plötzlich in einer 1 bis 3 Millimeter langen Spitze. Meist sind drei Hüllblätter vorhanden. Diese sind am Grund verbreitert, bogig nach unten gekrümmt und bis 15 Zentimeter lang.

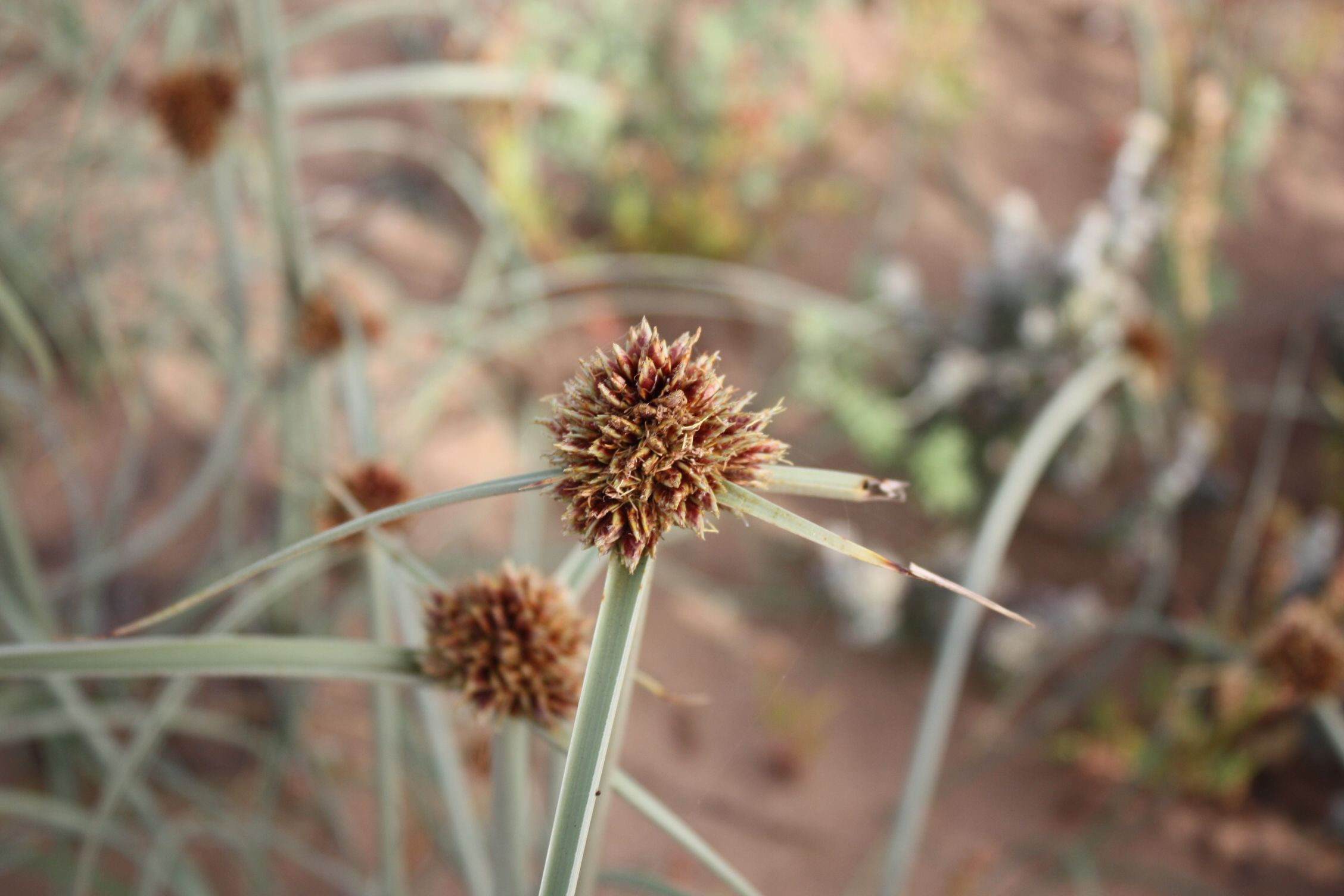
Dünen-Zypergras (Cyperus capitatus)

Die Blütezeit reicht von April bis Juli.
Die Chromosomenzahl beträgt 2n = 82.

## Vorkommen
Das Dünen-Zypergras kommt vom Mittelmeerraum bis zum Kaukasus und in Makaronesien an Sandstränden vor.